# Kuća Turković
Kuća Turković stambena je zgrada koja se nalazi na Ribnjaku u Zagrebu. Zgrada je upisana u Registar kulturnih dobara Republike Hrvatske.
Sagrađena je 1938. godine prema projektu arhitekta Zdenka Strižića za Zdenka i Vladimira Turkovića, članove plemićke obitelji Turković Kutjevski.

## Opis
Ugrađena najamna zgrada sagrađena je kao trokatnica s uvučenim prizemljem i krovnom terasom. Prostorno rješenje ove zgrade jedinstveni je primjer funkcionalističke samačke stanogradnje izrazite preglednosti tlocrtnog rješenja, naglašenih oblikovnih kvaliteta i karakterističnog autorskog rukopisa te se ovo djelo ubraja u antologijska ostvarenja modernizma internacionalnog stila.